# 점음표

점음표와 점음표의 박자를 나타낸 것이다.

서양 악보에서 점음표(點音標)(Dotted note)는 주어진 음표 뒤에 작은 점이 찍힌 음표이다. 현대적 관행에서 첫 번째 점은 기본 음표의 길이를 원래 값의 절반만큼 늘린다. 즉, 점음표는 기본 음표를 절반 값의 음표와 붙임줄로 이은 것과도 같다. 예를 들어, 점 2분음표는 기존 2분음표와 4분음표를 붙임줄로 이은 것과 같다. 첫 번째 이후의 점은 오른쪽 에시와 같이 점진적으로 절반씩 줄어든 값만큼 늘린다.
점음표의 사용은 적어도 10세기로 거슬러 올라가지만, 초기 음악 맥락에서 점이 제공하는 정확한 길이의 양은 다를 수 있다. 멘수랄 표기법은 리듬 값에 대한 맥락에 따른 해석에 대한 모호성을 명확히 하기 위해 나눗셈 점을 사용하며, 간혹 위에서 설명한 대로 추가되는 점과 함께 사용한다. 솔렘의 그레고리오 성가판에서 점은 일반적으로 길이가 두 배가 되는 것으로 해석된다. (또한 노이메 참조.)
짧은 음표와 긴 음표를 번갈아 사용하는 패턴은 간혹 붙점 리듬이라고도 불리는 한편, 그러하게 표현되었는지의 여부는 중요하지 않다. 불균형한 리듬을 사용하는 음악 연주 관행의 역사적 예로는 음표 이네갈과 스윙이 있습니다. 점선 리듬의 정확한 연주는 복잡한 문제가 될 수 있다. 점을 사용하는 표기법에서도 연주되는 값은 수학적으로 점이 나타내는 것보다 길거나 짧을 수 있으며, 이를 오버도팅 또는 언더도팅이라고 한다.

## 표기
음표의 머리가 칸에 있다면 해당 칸의 우측에 표기하며, 줄이나 덧줄에 있다면 바로 위의 칸이나 덧줄 위의 우측에 표기한다.
브라우저에서 소리 재생을 지원하지 않습니다. 오디오 파일을 다운로드할 수 있습니다.
인접한 음들로 이루어진 화음이나 아랫성부에 위치한 음표의 경우 점의 위치가 다음과 같이 복잡해진다.
브라우저에서 소리 재생을 지원하지 않습니다. 오디오 파일을 다운로드할 수 있습니다.
이론적으로는 어떠한 음표나 쉼표에도 점을 기보할 수 있다. 참고로, 쉼표에 점이 붙을 경우 점쉼표가 된다. 한편, 쉼표의 경우 기본 위치에 있다면 세 번째 칸에 점을 표기한다.

## 겹점음표
겹점음표(Double-dotted note)는 점이 두 개 붙은 음표로, 박자는 원래의 1+3⁄4배이다. 겹점음표는 기존 단일 점음표보다는 드물게 사용된다. 일반적으로 오른쪽 예와 같이 기본 음표 값의 길이의 1/4인 길이의 음표가 뒤따른다. 18세기 중반 이전에는 점 두 개가 사용되지 않았다. 그때까지는 경우에 따라 단일 점만으로 이중 점의 길이를 의미할 수 있었다.
프랑스 서곡 (및 간혹 다른 바로크 음악)에서 단일 점음표로 쓰여진 음표는 종종 겹점음표를 의미하는 것으로 해석되며 다음 음표는 경우에 따라 단축된다. 역사적으로 알려진 연주를 참조하십시오.

## 세겹점 이상
이론적으로는 가능하나 더 나아가서 점이 세 개 이상 붙는 음표는 비교적 드물게 사용되며, 세겹점음표(Triple-dotted note)와 네겹점음표(Quadruple-dotted note)의 용례만 존재한다. 비교적 드물게 사용되는 세겹점음표는 뒤에 세 개의 점이 쓰여진 음표로 길이는 기본 음표의 1+7⁄8배 길이이다. 이가 사용된 예로는 쇼팽의 전주곡 Op. 28 3번이 있다. 세겹점음표 사용은 바로크와 고전 시대에는 흔하지 않지만 리하르트 바그너와 안톤 브루크너의 음악에서는 특히 금관악기 부분에서 비교적 흔하다.
네겹점음표는 기본 음표 뒤에 점이 네 개 붙은 음표로 길이는 기본 음표의 1+15⁄16배 길이이되 비교적 드물게 사용되긴 한다. 한편, 기본 음표에 점이 다섯 개 붙을 경우, 바로 다섯겹점음표(Quintuple-dotted note)가 되며, 이는 기본 음표의 1+31⁄32배 길이가 된다.
|                   | 점 없음           | 점 1개                                   | 점 2개                                    | 점 3개                                     | 점 4개                                        |
| 추가되는 박자     | {\displaystyle 0} | 1⁄2 {\displaystyle =0.5}                 | 1⁄4 {\displaystyle =0.25}                 | 1⁄8 {\displaystyle =0.125}                 | 1⁄16 {\displaystyle =0.0625}                  |
| 전체 박자(소숫점) | {\displaystyle 1} | {\displaystyle 1}1⁄2{\displaystyle =1.5} | {\displaystyle 1}3⁄4{\displaystyle =1.75} | {\displaystyle 1}7⁄8{\displaystyle =1.875} | {\displaystyle 1}15⁄16={\displaystyle 1.9375} |

## 같이 보기
- 점쉼표

### 내용주
1. ↑  음표 위나 아래에 점이 있는 경우, 스타카토 혹은 포르타토 참조 바람.
2. ↑  원래 음표의 박자를 1이라 하면, n번째 점은 {\displaystyle 1/2^{n}}만큼 늘린다.

### 참조주
1. ↑  Taylor, Eric (2011). 《The AB Guide to Music Theory Part I》. ABRSM. 18쪽. ISBN 978-1-85472-446-5.
2. ↑  Adam Carse, 18th Century Symphonies: A Short History of the Symphony in the 18th Century. London: Augener (1951): 28. "Contemporary theorists made it clear that the dotted note should be sustained beyond its actual value (the double dot was not then in use), and that the short note or notes should be played as quickly as possible."
3. 1 2  “Extremes of Conventional Music Notation”. 《indiana.edu》.[깨진 링크(과거 내용 찾기)]